# 달성군민운동장
달성군민운동장(達城郡民運動場, Dalseong Civic Stadium)은 대한민국 대구광역시 달성군에 있는 스포츠 시설이다. 인조잔디 필드가 갖춰진 경기장이며, 1985년에 준공되었다. 1985년 준공 당시 조성된 마사토 필드를 2022년 리모델링 과정에서 인조잔디 필드로 교체하였다.

## 참고 문헌
- “달성군민운동장”. 달성군시설관리공단.
- 〈달성군민운동장〉. 《대구역사문화대전》. 한국학중앙연구원.
- 《2023 전국 공공체육시설 현황 (2022년 12월말 기준)》. 대한민국 문화체육관광부. 2024.